# Fenchlorazole
Le fenchlorazole est un acide carboxylique.
Son ester éthylique, appelé "éthyl de fenchlorazole", est un phytoprotecteur utilisé pour protéger les cultures de blé lors de l'utilisation de l'herbicide fenoxaprop.